# Zelzate

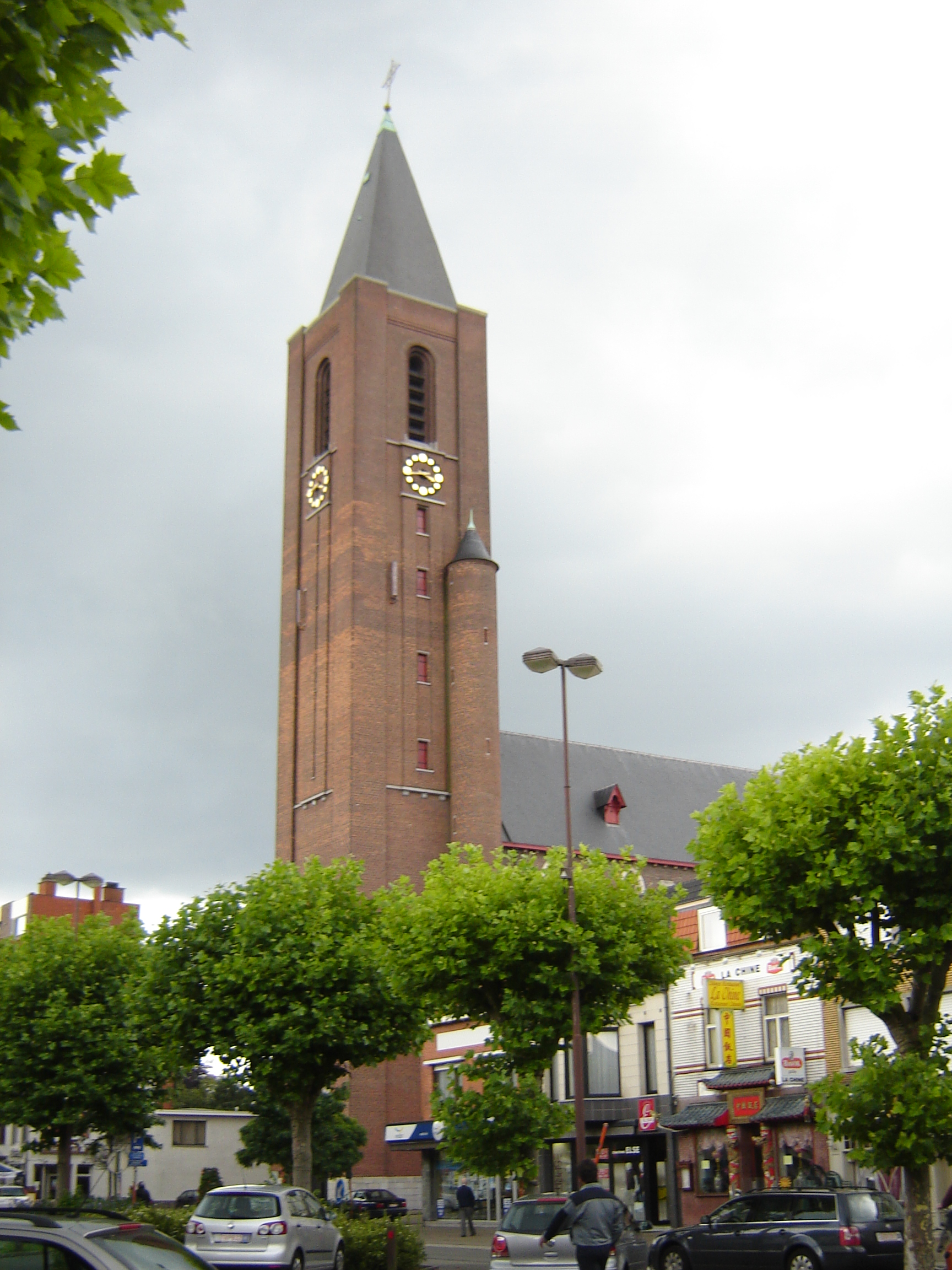
Sint-Laurentiuskerk.

Zelzate is een plaats en gemeente in de Belgische provincie Oost-Vlaanderen, gelegen ten noorden van de provinciehoofdstad Gent, tegen de grens met Nederland. De gemeente telt ruim 13.000 inwoners, die Zelzatenaars worden genoemd. Voor 1 januari 2023 is dit opgelopen naar 13.543 inwoners.
Zelzate wordt doorsneden door het Kanaal Gent-Terneuzen. De beide delen van de gemeente worden met elkaar verbonden door de Zelzatebrug (een basculebrug) en door de Zelzatetunnel die de E34 (Antwerpen-Knokke) onder het kanaal leidt.

## Geschiedenis
Zelzate werd voor het eerst gemeld in 1237, als een wijk van Assenede. De naam is een samenvoeging van zel (sala, hoofdgebouw) en zate (ingezetene). In 1288 kwam de Graaf Jansdijk gereed, die bescherming tegen het water bood, maar in 1377 was er alsnog een grote watersnood. In hetzelfde jaar werd een kapel opgericht die gewijd was aan Sint-Laurentius. In 1531 mochten daar ook missen worden opgedragen. Deze kerk werd in 1568 door de beeldenstormers in brand gestoken.
In 1570 werd Zelzate een zelfstandige parochie, die zich van die van Assenede afsplitste. In 1586 werd door de Spanjaarden het Fort Sint-Anthonis gebouwd. In 1634 werd vanaf dat fort een dijk aangelegd tot aan Hulst. In 1648 (Vrede van Munster) kwam Sas van Gent aan de Republiek en werd een versterkte plaats. De oorlog van Frankrijk tegen de Nederlanden leidde tot militaire inundaties waar Zelzate het slachtoffer van werd.
In 1766 werd Zelzate een zelfstandige gemeente, die los van Assenede kwam te staan. In 1779 kwam er voor het eerst een brug over de Sassche Vaart, de voorloper van het Kanaal Gent-Terneuzen dat in 1827 werd geopend. Dit kanaal zou herhaaldelijk verbreed worden. In 1865 werd een spoorlijn van Gent naar Terneuzen geopend. Tot 1938 was hier reizigersvervoer mogelijk. De lijn van Zelzate naar Eeklo stopte in 1950 met passagiersvervoer.

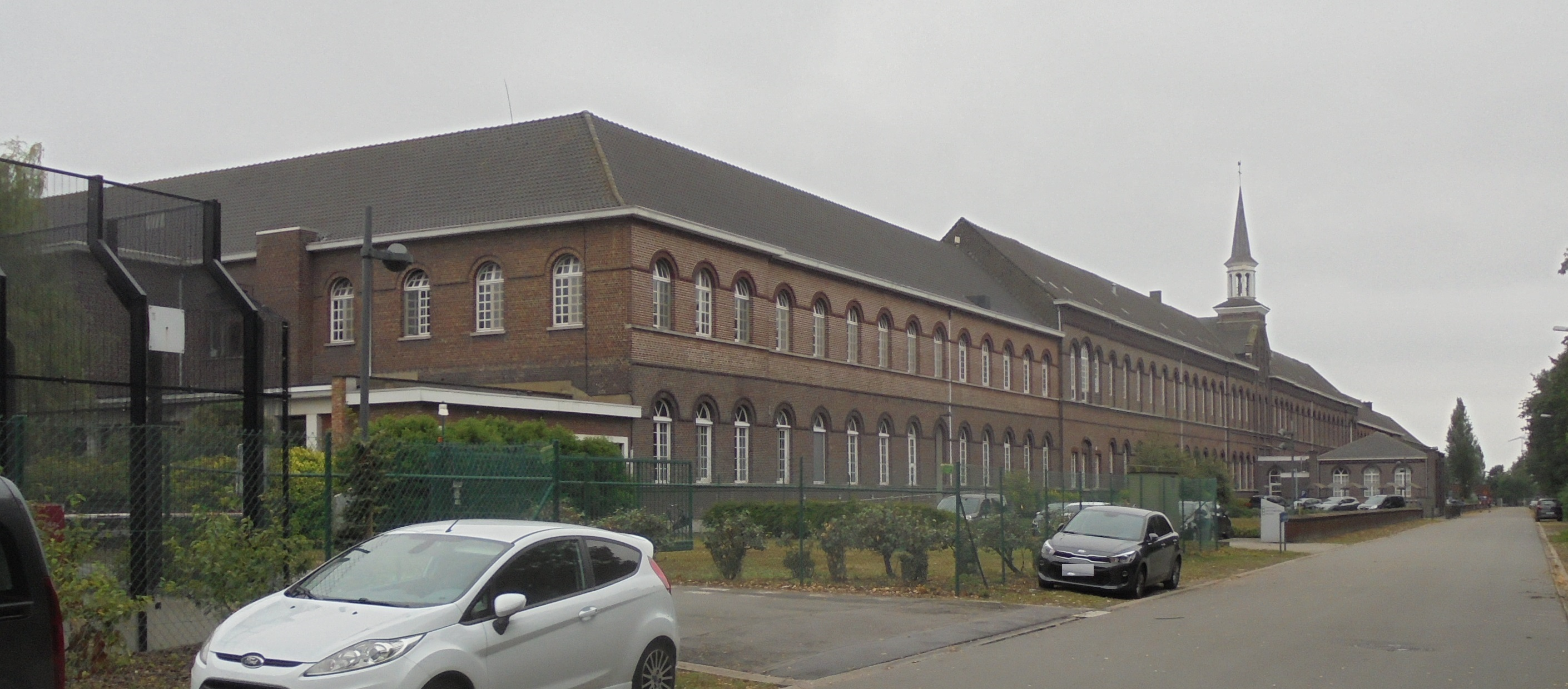
Psychiatrisch centrum

In 1864 werd te Zelzate een psychiatrisch centrum opgericht dat in 1868 als psychiatrisch centrum Sint-Jan-Baptist in gebruik werd genomen, aanvankelijk als dependance van het psychiatrisch centrum te Gent, aanvankelijk beheerd door de Broeders van Liefde. Deze instelling werd in de loop der jaren gedurig uitgebreid.
In 1963 werd begonnen met de aanleg van de Zelzatetunnel, die in 1968 in gebruik werd genomen.
In 1962 werd de SIDMAR opgericht, een groot hoogovenbedrijf, later ArcelorMittal Gent genaamd.

## Industrie
Zelzate is een sterk geïndustrialiseerde gemeente met aan de rand, op Gents grondgebied, het staalbedrijf ArcelorMittal (het vroegere Sidmar) dat werk verleent aan een belangrijk deel van de Zelzaatse bevolking. In de gemeente zelf stond (al van in de negentiende eeuw) het chemische bedrijf Kuhlmann. Actiegroepen wezen vaak op de milieuverontreiniging. Na verschillende overnames ging het bedrijf failliet in 2009. In het centrum van de gemeente ligt de Teerfabriek Rain Carbon, in de volksmond beter gekend als het 'teerkot'.

## Kernen

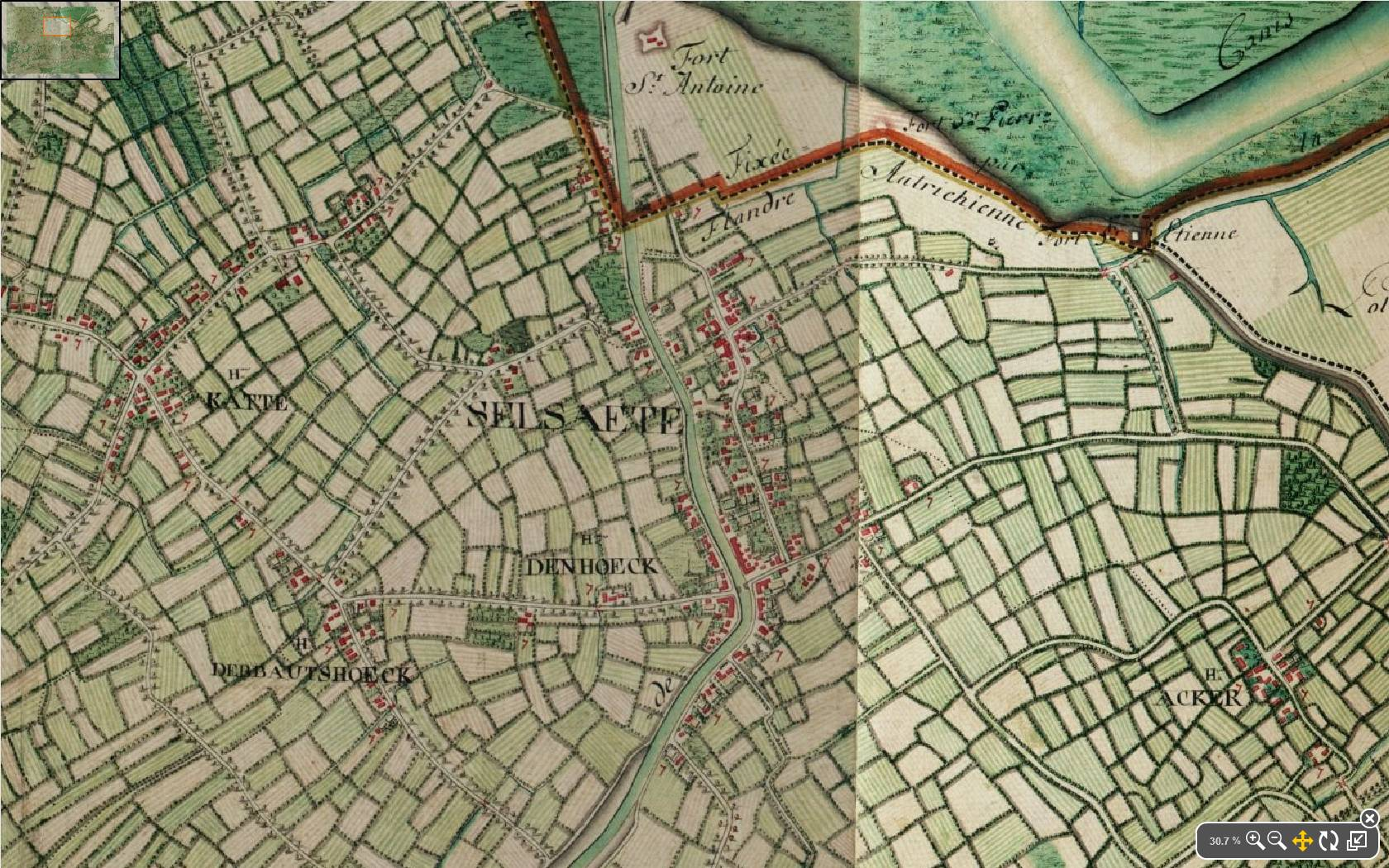
Zelzate op de Ferrariskaart

Zelzate heeft geen deelgemeenten, en heeft geen andere afzonderlijke dorpen binnen zijn grenzen. Zelzate telt wel enkele typische wijken, zoals De Katte, waar Eric Verpaele woonde en waarover hij schreef, en de in de jaren twintig door Huib Hoste ontworpen woonwijk Tuinwijk Klein Rusland. Het centrum van Zelzate, met de Sint-Laurentiusparochie, ligt ten oosten van het kanaal Gent-Terneuzen. Ook het westelijk deel heeft zijn eigen parochie en kerkje, gewijd aan Sint-Antonius van Padua.

### Aangrenzende deelgemeenten
De gemeente Zelzate grenst aan volgende deelgemeenten (zie ook de kaart op deze pagina):
- a. Assenede
- b. Ertvelde (Evergem)
- c. Gent
- d. Sint-Kruis-Winkel (Gent)
- e. Wachtebeke
- f. Sas van Gent (Terneuzen)
- g. Westdorpe (Terneuzen)

## Bezienswaardigheden

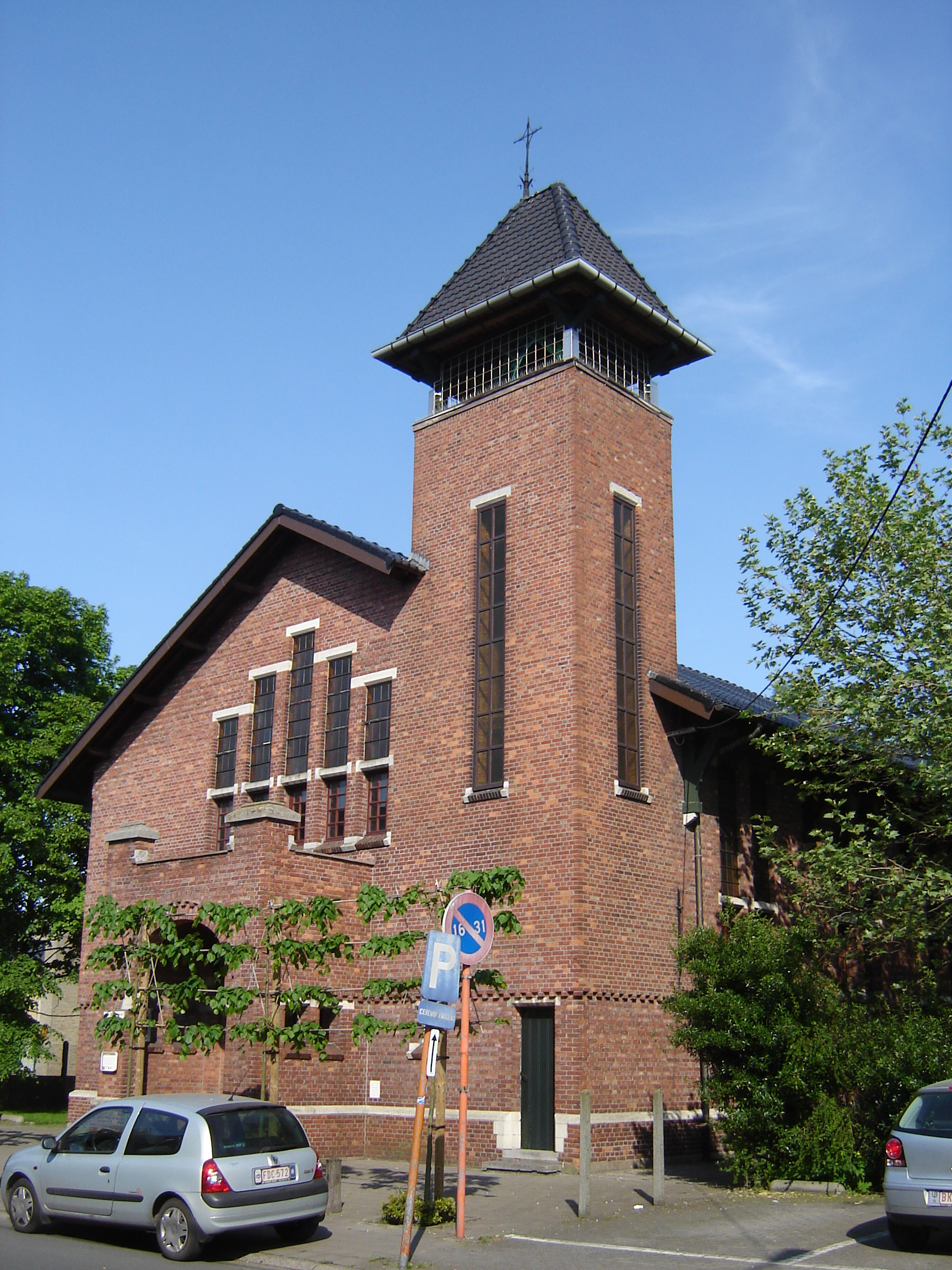
Sint-Antonius van Paduakerk in Zelzate-West.

- In het centrum van Zelzate staat de neogotische Sint-Laurentiuskerk, ontworpen door de Gentse architect Edmond de Perre-Montigny en ingewijd in 1879. Deze kerk vervangt een veel kleinere voorganger die gelokaliseerd was op het huidige kerkhof. De oude kerk was al meermaals verbouwd en niet meer op maat van het door industrialisering sterk toegenomen inwonertal. Bij de Duitse inval in België in mei 1940 heeft het Belgische leger de toren uit voorzorg gedynamiteerd, waarbij het puin op het dak van de kerk terechtkwam en de gewelven deed instorten. Pas in 1952 was de schade hersteld. De neogotische toren werd niet herbouwd, maar vervangen door een nieuwe in moderne stijl. Het moderne concept en de heldere baksteenkleur laten de toren scherp afsteken tegenover het 19e-eeuwse schip en de zijbeuken.
- In het westelijke deel van Zelzate staat de Sint-Antonius van Paduakerk, waarvan het orgel als monument is beschermd.
- Het Goed ter Looveren, een oud hoevecomplex.
- Het beschermde Belgisch tolkantoor, aan de Havenlaan, uit 1910.
- Het voormalig klooster van de Zusters van Vincentius a Paulo, aan de Kerkstraat.
- De Kattemolen.
- Aan het gemeentehuis staat een beeldje van een plassend meisje dat als Mietje Stroel bekendstaat. Het is de tegenhanger van het Brusselse Manneken Pis.
- Tankmonument.

## Natuur en landschap
Zelzate ligt in het Vlaamse polderland, op een hoogte van 5-8 meter. De belangrijkste waterloop is het Kanaal Gent-Terneuzen, met de bijbehorende industriële bedrijvigheid.

## Politiek
De PVDA heeft hier zes zetels (2006-2012) in de gemeenteraad, wat met voorsprong de grootste vertegenwoordiging is van de partij in een Belgische gemeente. Ook bij de gemeenteraadsverkiezingen van 2012 behaalde de PVDA hier opnieuw 6 zetels. In 2018 haalde de PVDA opnieuw 6 zetels, en sp.a ging er twee op vooruit, wat resulteerde in een coalitie met PVDA, de eerste op gemeenteniveau in België. Na de verkiezingen van oktober 2024 werd de coalitie tussen Vooruit en PVDA niet hernieuwd.

#### (Voormalige) burgemeesters
| Tijdspanne | Tijdspanne  | Burgemeester            |
| ---------- | ----------- | ----------------------- |
|            | 1799 - 1799 | Joris Mertens           |
|            | 1799 - 1805 | Jacques de Clercq       |
|            | 1805 - 1807 | Jean Colpaert           |
|            | 1807 - 1812 | A Van Geert             |
|            | 1812 - 1824 | Francois Emmanuele Acke |
|            | 1824 - 1848 | Jean Baptiste Gillis    |
|            | 1848 - 1861 | Marijn Leyn             |
|            | 1861 - 1872 | Honoré Willems          |
|            | 1872 - ?    | Ludovicus De Cocq       |
|            | ? - 1891    | Honoré Willems          |
|            | 1891 - 1904 | August De Clercq        |

| Tijdspanne | Tijdspanne   | Burgemeester                     |
| ---------- | ------------ | -------------------------------- |
|            | 1904 - ?     | J. De Tilloux                    |
|            | 1914 - 1921  | Cesar De Clercq                  |
|            | 1921 - 1929  | Michel Ninanne                   |
|            | 1929 - 1933  | Camille Leyn                     |
|            | 1933 - 1962  | Jozef Chalmet (BWP / BSP)        |
|            | 1962 - 1988  | Livien Danschutter (BSP / SP)    |
|            | 1989 - 2006  | John Schenkels (SP / sp.a)       |
|            | 2007 - 2013  | Freddy De Vilder (sp.a)          |
|            | 2013         | Kristof Stevelinck (Open Vld-SD) |
|            | 2013 - 2018  | Frank Bruggeman (Open Vld-SD)    |
|            | 2019 - heden | Brent Meuleman (sp.a / Vooruit)  |

### Resultaten gemeenteraadsverkiezingen sinds 1976
| Partij of kartel     | Partij of kartel                                                    | 10-10-1976 | 10-10-1976 | 10-10-1982 | 10-10-1982 | 9-10-1988 | 9-10-1988 | 9-10-1994 | 9-10-1994 | 8-10-2000 | 8-10-2000 | 8-10-2006 | 8-10-2006 | 14-10-2012 | 14-10-2012 | 14-10-2018 | 14-10-2018 | 13-10-2024 | 13-10-2024 |
| Stemmen / zetels     | Stemmen / zetels                                                    | %          | 23         | %          | 23         | %         | 23        | %         | 23        | %         | 23        | %         | 23        | %          | 23         | %          | 23         | %          | 23         |
| -------------------- | ------------------------------------------------------------------- | ---------- | ---------- | ---------- | ---------- | --------- | --------- | --------- | --------- | --------- | --------- | --------- | --------- | ---------- | ---------- | ---------- | ---------- | ---------- | ---------- |
|                      | PVDA1/ PVDA+2                                                       | 1,21       | 0          | 8,991      | 1          | 9,671     | 1         | 7,551     | 1         | 12,791    | 2         | 21,672    | 6         | 22,012     | 6          | 22,81      | 6          | 21,71      | 5          |
|                      | SP1/ sp.a2/ Vooruit3                                                | 51,081     | 13         | 50,941     | 14         | 43,611    | 11        | 34,571    | 9         | 35,341    | 10        | 27,192    | 7         | 18,22      | 5          | 24,92      | 7          | 41,93      | 11         |
|                      | PVV1/ VLD2/ VLD-VVD3/ VLD-SD4/ Lokaal Liberaal5                     | 16,461     | 3          | 10,851     | 2          | 20,431    | 5         | 19,752    | 4         | 20,433    | 5         | 23,192    | 6         | 29,234     | 8          | 26,34      | 7          | 4,55       | 0          |
|                      | CVP1/ CD&V2/ CD&V Vrij Zelzate3/ Zelzate Positief4/ cd&v N-VA 9060A | 31,261     | 7          | 25,351     | 6          | 26,291    | 6         | 17,671    | 4         | 12,571    | 2         | 14,762    | 3         | 9,123      | 2          | 7,14       | 1          | 11,9A      | 2          |
|                      | Z.O.W.1/ ZOW-ZVD2                                                   | -          |            | -          |            | -         |           | 20,461    | 5         | 18,881    | 4         | 9,232     | 1         | 9,123      | 2          | 7,14       | 1          | 11,9A      | 2          |
|                      | N-VA1/ cd&v N-VA 9060A                                              | -          |            | -          |            | -         |           | -         |           | -         |           | -         |           | 10,11      | 2          | 6,71       | 1          | 11,9A      | 2          |
|                      | Vlaams Belang1/ Vlaams Belang-Voluit2                               | -          |            | -          |            | -         |           | -         |           | -         |           | -         |           | 5,771      | 0          | 7,31       | 1          | 20,12      | 5          |
| Anderen(*)           | Anderen(*)                                                          | -          |            | 3,87       | 0          | -         |           | -         |           | -         |           | 3,96      | 0         | 5,57       | 0          | 4,9        | 0          | -          |            |
| Totaal stemmen       | Totaal stemmen                                                      | 8565       | 8565       | 8947       | 8947       | 8999      | 8999      | 8898      | 8898      | 8821      | 8821      | 9048      | 9048      | 8941       | 8941       | 8688       | 8688       | 5993       | 5993       |
| Opkomst %            | Opkomst %                                                           |            |            |            |            | 95,24     | 95,24     | 93,73     | 93,73     | 93,78     | 93,78     | 96,4      | 96,4      | 94,15      | 94,15      | 93,9       | 93,9       | 64,9       | 64,9       |
| Blanco en ongeldig % | Blanco en ongeldig %                                                | 2,9        | 2,9        | 3,49       | 3,49       | 3,47      | 3,47      | 3,6       | 3,6       | 4,1       | 4,1       | 4,14      | 4,14      | 3,81       | 3,81       | 4,4        | 4,4        | 2,1        | 2,1        |

De rode cijfers naast de gegevens duiden aan onder welke naam de partijen bij elke verkiezing opkwamen.

De zetels van de gevormde coalitie staan vetjes afgedrukt. De grootste partij is in kleur.

(*) 1982: GB (3,87%) / 2006: Groen! (3,96%) / 2012: OP Zelzate (5,57%) / 2018: Tezamen Zelzate (4,9%)

## Demografische evolutie
- Bron:NIS - Opm:1831 tot en met 1981=volkstellingen op 31 december; vanaf 1990=inwonertal per 1 januari

| Inwoners van jaar tot jaar op 1 januari 1992 tot heden | Inwoners van jaar tot jaar op 1 januari 1992 tot heden | Inwoners van jaar tot jaar op 1 januari 1992 tot heden |
| jaar                                                   | Aantal                                                 | Evolutie: 1992=index 100                               |
| ------------------------------------------------------ | ------------------------------------------------------ | ------------------------------------------------------ |
| 1992                                                   | 12.331                                                 | 100,0                                                  |
| 1993                                                   | 12.352                                                 | 100,2                                                  |
| 1994                                                   | 12.375                                                 | 100,4                                                  |
| 1995                                                   | 12.282                                                 | 99,6                                                   |
| 1996                                                   | 12.232                                                 | 99,2                                                   |
| 1997                                                   | 12.227                                                 | 99,2                                                   |
| 1998                                                   | 12.260                                                 | 99,4                                                   |
| 1999                                                   | 12.177                                                 | 98,8                                                   |
| 2000                                                   | 12.094                                                 | 98,1                                                   |
| 2001                                                   | 12.135                                                 | 98,4                                                   |
| 2002                                                   | 12.113                                                 | 98,2                                                   |
| 2003                                                   | 12.043                                                 | 97,7                                                   |
| 2004                                                   | 12.117                                                 | 98,3                                                   |
| 2005                                                   | 12.113                                                 | 98,2                                                   |
| 2006                                                   | 12.176                                                 | 98,7                                                   |
| 2007                                                   | 12.190                                                 | 98,9                                                   |
| 2008                                                   | 12.245                                                 | 99,3                                                   |
| 2009                                                   | 12.309                                                 | 99,8                                                   |
| 2010                                                   | 12.494                                                 | 101,3                                                  |
| 2011                                                   | 12.578                                                 | 102,0                                                  |
| 2012                                                   | 12.491                                                 | 101,3                                                  |
| 2013                                                   | 12.509                                                 | 101,4                                                  |
| 2014                                                   | 12.499                                                 | 101,4                                                  |
| 2015                                                   | 12.494                                                 | 101,3                                                  |
| 2016                                                   | 12.490                                                 | 101,3                                                  |
| 2017                                                   | 12.703                                                 | 103,0                                                  |
| 2018                                                   | 12.699                                                 | 103,0                                                  |
| 2019                                                   | 12.854                                                 | 104,2                                                  |
| 2020                                                   | 12.899                                                 | 104,6                                                  |
| 2021                                                   | 13.124                                                 | 106,4                                                  |
| 2022                                                   | 13.298                                                 | 107,8                                                  |
| 2023                                                   | 13.543                                                 | 109,8                                                  |
| 2024                                                   | 13.704                                                 | 111,1                                                  |
| 2025                                                   | 13.653                                                 | 110,7                                                  |

## Sport
Voetbalclub KVV Zelzate is aangesloten bij de Belgische Voetbalbond en is sinds het seizoen 2020-2021 actief in de tweede amateurklasse, nadat het sinds de oprichting in 2008 was gestart in tweede provinciale. "Het voorlopige einddoel is de eerste amateurklasse, het derde niveau in België. 

## Onderwijs
In Zelzate zijn er verscheidene onderwijsinstellingen zoals basisscholen, middelbare scholen en volwassenonderwijs:
- Gemeentelijke basisschool 'De krekel'
- Basisschool Sint-Laurens (Oost en West)
- Basisschool GO! Erasmus
- Atheneum GO! Erasmus
- Sint Laurens-instituut & technisch instituut
- KISP

## Evenementen
Jaarlijks terugkerende evenementen zijn onder andere:
- Paasfoor
- Vlaanderen Feest in juli
- De Katse Feesten begin augustus
- Halfoogstfoor in augustus
- Open Monumentendag in september
- Peterschap Zelzate over het de Tweede Gidsen
- Verbroedering met vier Europese gemeenten die in 2005 al vijftig jaar bestond
- Jaarlijks kerkconcert in december

## Geboren
- Emil Ergo (1853-1922), muziektheoreticus, docent en componist
- René Vermandel (1893-1958), wielrenner
- Albert Mariën (1896-1964), politicus
- Rob van Schaik (1906-1982), Nederlands burgemeester
- Rita Gorr (1926-2012), mezzosopraan
- Armand Seghers (1926-2005), voetballer
- Leon De Meyer (1928-2006), hoogleraar
- Eddy Wally (1932-2016), charmezanger
- Walter Prevenier (1934), historicus
- Eriek Verpale (1952-2015), schrijver
- Pierre De Weirdt (1954), politicus
- Freddy De Vilder (1955), politicus
- Sonia Van Renterghem (1965), atlete

## Overleden
- Jozef Chalmet (1897-1962), syndicalist en politicus
- Warner De Beuckelaer (1899-1984), generaal overste van de Broeders van Liefde

## Verbroedering
Zelzate is verbroederd met 4 andere steden/gemeenten. De eerste verbroedering dateert van 1955. Om de twee jaar wordt er een verbroederingstreffen georganiseerd, telkens in een andere gemeente, om de tien jaar is dit in Zelzate. Bezoekers uit de verbroederingsgemeenten verblijven dan in gastgezinnen.
- Aubenas (Frankrijk)
- Cesenatico (Italië)
- Schwarzenbek (Duitsland)
- Sierre (Zwitserland)

Voor 2011 bestond de verbroedering uit 6 gemeenten. Sinds 2011 heeft Delfzijl (Nederland) de verbroedering verlaten.

## Nabijgelegen kernen
Sas van Gent, Westdorpe, Triest, Ertvelde, Wachtebeke, Sint-Kruis-Winkel